# Lupinus gayanus
Lupinus gayanus är en ärtväxtart som beskrevs av Charles Piper Smith. Lupinus gayanus ingår i släktet lupiner, och familjen ärtväxter. Inga underarter finns listade i Catalogue of Life.